# Infiniti M
El Infiniti M es un automóvil del segmento E producido por el fabricante japonés Infiniti entre los años 1990 y 1996, y luego desde 1998. Entre los competidores del M se encuentran el Audi A6, el BMW Serie 5, el Chrysler 300C, el Lancia Thema, el Lexus GS, el Maserati Ghibli, el Mercedes-Benz Clase E, el Saab 9-5 y el Volvo S80.
En el 2013 se anuncia el Infiniti Q70,  el sucesor del Infiniti M.

## Primera generación (1990-1992)
La primera generación del M, que se vendió solamente en Estados Unidos, era básicamente un Nissan Leopard con volante a la izquierda y carrocerías cupé o descapotable. Es un tracción trasera propulsado por un motor gasolina V6 de 3.0 litros de cilindrada y 165 CV de potencia máxima.

## Segunda generación (2002-2010)
La segunda generación, puesta a la venta a fines de 2002, está basada en el Nissan Gloria Y34 del mercado japonés. Es un sedán de cuatro puertas con tracción trasera, que posee un motor gasolina V8 de 4.5 litros y 345 CV.

## Tercera generación (2010-presente)
La tercera generación del M se vende desde febrero de 2010. Comparte su plataforma con el Infiniti G, el Infiniti FX, el Infiniti EX y el Nissan 350Z. Está disponible con carrocería sedán, con un motor diésel (mercado Europeo), otro híbrido y dos motores gasolina: V6 de 3.0 litros diésel y 230 CV con tracción trasera ("Infiniti M30d"); V6 de 3.5 litros híbrido (306 CV Gasolina + 92 CV Eléctrico) y 364 CV con tracción trasera ("Infiniti M35h"); V6 de 3.7 litros y 320 CV con tracción trasera ("Infiniti M37") o a las cuatro ruedas ("Infiniti M37x"-mercado Americano); y un V8 de 5.6 litros y 420 CV con tracción trasera ("Infiniti M56"-mercado Americano).